# Светозар Влајковић
Светозар Влајковић (Београд, 5. јануар 1938) српски је писац.

## Биографија
Године детињства провео је под немачком окупацијом на Чубури. Свирао на игранкама џез на гитари да би зарадио за цигарете.
Завршио је Правни факултет на Београдском универзитету, иако је желео да буде лекар. Кад год му се пружила прилика играо је у филмовима главне и споредне улоге.
Запослио се у листу „Борба“ као судски извештач. Ту је разочаран чињеницом да не живи у правном друштву, открио неспојивост теорије коју је учио на факултету и праксе у судовима, што изазива ангст који ће бити присутан у његовим књижевним радовима, и што је разлог преласка из дневног новинарства у Уметнички програм Радио Београда.
При оснивању Трећег програма, 1964. године, позван је у редакцију да се бави емисијама из филозофије и природних наука. После шест година пребацили су га да пише рекламе за фабрику резанаца, јер се "показао политички неподобним за теоријски ниво мишљења".
Године 1971. добија стипендију за проучавање позоришних истраживања у Паризу на Сорбони. Антоан Витез га прима за асистента у Позоришту у Иврy-сур-Сеине. О животу у Паризу ће касније писати у неколико романа.
Године 1972. Радио Београд га позива да преузме уређивање говорног програма на локалној станици "202". Ту остаје до краја свог радног стажа, упркос многим сукобима са колективом.
У 44. години упознао је свог оца, који је био књижевник и кога је разведена мајка држали далеко од њега. Године 1979. жени се по други пут. Као и први, рани, брак, и овај се завршава разводом.
Од 1992. живи са женом чији је лик унео у роман „Ненсолета дела Луна“. Венчали су се у цркви Светог Архангела Михајла у Херцег Новом и настанили у пишчевој родној кући.
Написао је двадесет пет књига прозе и педесетак драма. Сликарством се такође бави од оних дана кад је почео да пише своје књиге и драме.

## Књижевна дела

### Проза
У почетку, његови романи и приче испуњени су поетском фантастиком. Тадашњи књижевни критичари који су похвалили његове романе замерали су му сувишак маште. Писац је ту критику прихватио као похвалу. Већ тада је писање схватао као сневање у будном стању.
- Шта би учинио Зобец, приповетке,1969
- Шума чудновата, роман, 1969
- Неко друго лето, роман, 1971
- Чубура, негде у Калифорнији, роман, 1976
- Вечерњи тркачи, роман, 1980
- Романом Вера, 1981, започиње серија романа исповедног карактера којима аутор следи уверење да писца и његово дело треба спојити знаком једнакости:
- Покретне степенице, роман, 1986
- Ружичасти архипелаг, роман, 1991
- Најслабији ученик школе играња, роман, 1992
- Карамфла, роман, 1998[3]
- Именик, роман, 1998
- Складиште уздаха, роман, 1998
- Тајанство спајања, роман, 2000.[4]

Везаност за фантастику наставља да испољава као приповедач. Тако настају књиге приповедака:
- Узлетање, приповетке, 1997
- Рајска птица, приповетке, 2005[5]

У недостатку тумача своје литературе писац пише две књиге - есејистичке аутобиографије, које су истовремено и једна врста апокрифне историје српске књижевности у протеклих пола века. Објављује их његов први издавач „Просвета“ који се налази на издисају.
- Дон Жуан београдски у шуми чудноватој, 2005[6]
- Пустиња у прашуми, 2008.[7]

Уочи пропасти Нолита овај издавач објављује: 
- Смирење на језеру Леко, роман, 2008
- Дуга на сајму књига, приповетке, 2009.[8]

Такође, пред стављање катанца на фирму, некад угледни издавач Рад објављује 
- Незнани војник, роман, 2008, нову и коначну верзију романа Карамфла.

Овим књигама Влајковић се придружује писцима који реагују на друштвено-историјски тренутак. Али, као противтежу, објављује и поетско-фантастични роман 
- Сања, 2006, обрађујући једну од почетних тема свог књижевног пута: како се постаје виловњак.
- Крајем 2012. године излази роман Странац. Све јаснији хришћански дух, који се пројавио у неколико претходних дела, у роману Странац добио је свој отворени израз. Разматрајући странствовање као природно осећање побожних људи писац се у овом делу бави самоспознајом која одељује новог од старог човека у истој личности.

### Драма
Изведена су три позоришна комада Светозара Влајковића:
- Грејалица, Атеље 212, 1969
- Ствари у врту, Театар Лево, 1970
- Растанак, Београдско драмско позориште, 1978.

У овим комадима писац се бави питањима целовитости људскога бића, потрагом за идеалном женом која не постоји, драмом одрастања.
Драмски програм ТВ Београд реализовао је три његова текста:
- Џангризало, комедија
- Џек пот, породична драма
- Заслуге, драматизација романа Александра Вуча.

У специјализованој периодици објављени су позоришни комади:
- Зидање, Сцена, 1977
- Вечерњи тркачи, Сцена, 1983
- Дон Жуан београдски, Сцена, 1986[9]
- Понављач, Сцена, 1991
- Марко&Муса, Савремена српска драма, 2006
- Море у лифту, Савремена српска драма, 2008
- И невидљиви воли ватромет, Савремена српска драма, 2011.

Неколико десетина драмских текстова објавио је на телевизији и на радију. Нарочиту пажњу посветио је радио-играма за децу и о деци.
Добитник је десетак награда на јавним анонимним конкурсима за радио драму. Радио Београд му је доделио плакету за изузетан допринос радиофонији, 2005.
Добитник је и прве награде на јавном конкурсу три позоришта (Југословенско драмско позориште у Београду, Народно позориште у Новом Саду, Српско народно позориште у Нишу) за комад Зидање.

### Филм
Реализована су четири филма за која је сценарио писао Светозар Влајковић:
- Прво убиство, 1970
- Без, 1972
- Квар, 1979
- Чавка, 1982[10]

Као глумац, играо је у филмовима Дејана Ђурковића и Мише Радивојевића, а појавио се и у серији Живојина Павловића „Песма“.
Написао десетак есеја о српским писцима и уметницима са којима је био близак (Љубиша Јоцић, Бата Михајловић, Љубинка Јовановић, Александар Тишма, Душан Матић и други).
Највећа признања за књижевни и уметнички рад добија од анонимних читалаца који му се јављају.